# Nie przeszkadzać
Nie przeszkadzać – debiutancki album Podulki wydany 30 października 2015 przez Sony Music Entertainment Poland.

## Lista utworów
1. „Jest pięknie”
2. „Mamy na to czas”
3. „Impuls”
4. „Tego nam trzeba”
5. „Nie przeszkadzać”
6. „Słony”
7. „Nie ma nas”
8. „Za mało snu”
9. „Zimowa”
10. „Jestem na szczycie”
11. „Żegnaj”